# Garret FitzGerald
Pour les articles homonymes, voir Fitzgerald.
Garret FitzGerald (en irlandais Gearóid MacGearailt), né le 9 février 1926 à Dublin (Comté de Dublin) et mort le 19 mai 2011 dans la même ville, est un homme d'État irlandais. Il est le septième Premier ministre d’Irlande, fonction qu'il exerce en deux temps : de juillet 1981 à février 1982 puis de décembre 1982 à mars 1987.
Membre du Fine Gael, FitzGerald est élu au Seanad Éireann (Sénat) en 1965 et au Dáil Éireann depuis 1969. Il est ministre des Affaires étrangères entre 1973 et 1977. Il est le chef du Fine Gael entre 1977 et 1987.
Garret FitzGerald est le fils de Desmond FitzGerald qui est le premier ministre des Affaires étrangères de l’État libre d'Irlande.
FitzGerald était chancelier de la National University of Ireland.

## Sa jeunesse
Garret FitzGerald est né dans une famille très active en politique. Son père, né à Londres, est ministre au moment de sa naissance après avoir été très actif à l’intérieur du Sinn Féin pendant la guerre d’indépendance. Sa mère Mabel McConville est elle aussi une ardente nationaliste et républicaine.
FitzGerald fait des études d’économie à University College of Dublin. Il s’intéresse très tôt à la politique en suivant les développements politiques de la Guerre d'Espagne et de la Seconde Guerre mondiale. Après ses études il travaille pour Aer Lingus, la compagnie aérienne nationale et devient une autorité en Irlande en matière d’économie des transports. En 1959 il devient lecteur en économie à UCD.

## Sa carrière politique

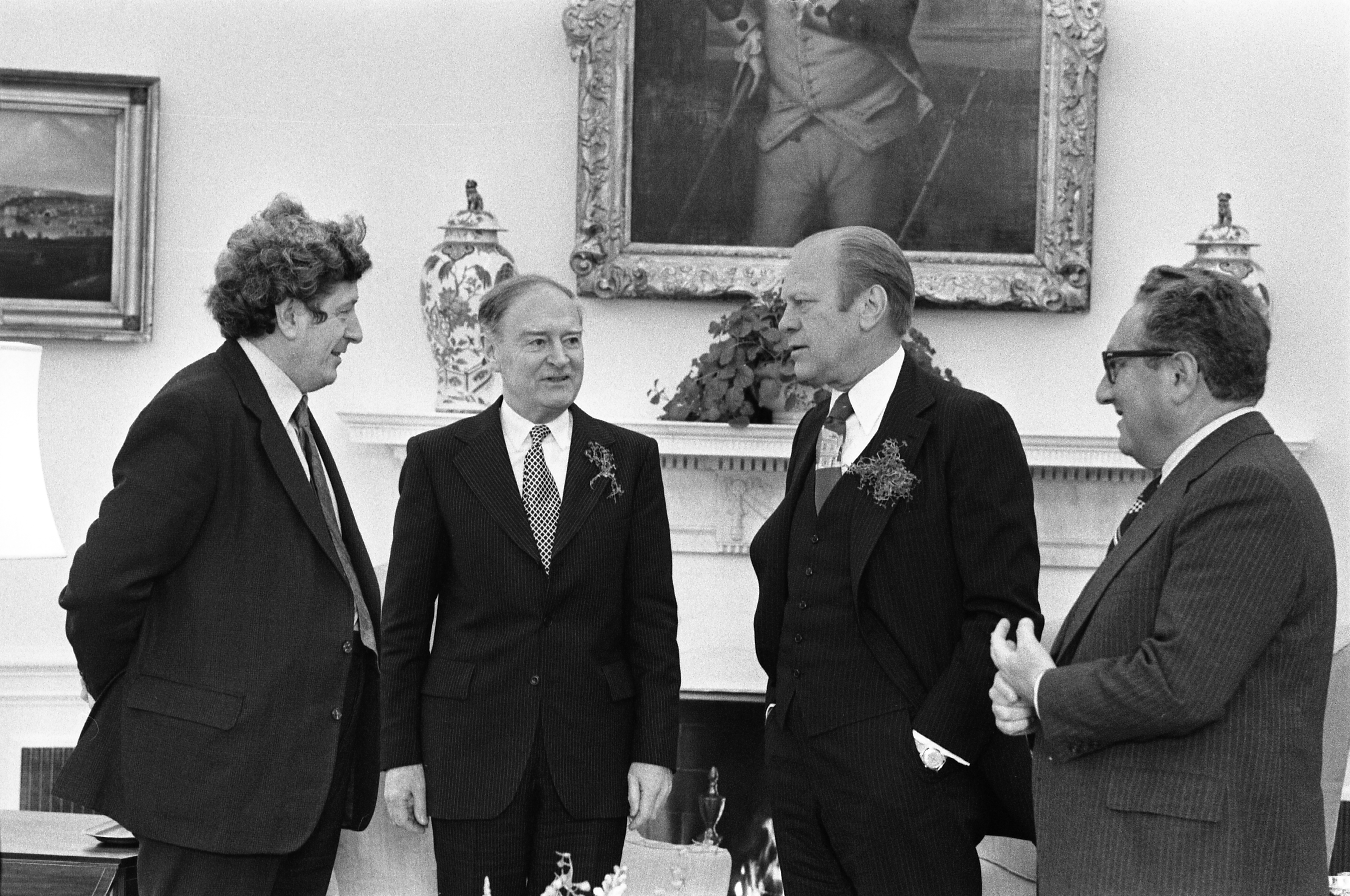
Garret FitzGerald (premier à gauche) avec le Taoiseach Liam Cosgrave, le président américain Gerald Ford et le secrétaire d'État Henry Kissinger dans le Bureau ovale le jour de la Saint-Patrick, 1976.

Au début des années 1960, FitzGerald est approché par le chef du Fianna Fáil Seán Lemass qui l’invite à rejoindre son parti. FitzGerald décline l’offre et choisit de rester dans les pas de son père et de rejoindre le parti rival le Fine Gael. Il se place sous la tutelle de l’homme qui l’a toujours beaucoup inspiré, Declan Costello. FitzGerald est élu au Sénat en 1965 et commence à construire sa carrière politique. Il devient un commentateur régulier de l’économie dans les médias irlandais et anglais. Il est élu au Dáil Éireann en 1969 et obtient son doctorat pour une thèse qui sera publiée ultérieurement « Planning in Ireland ».
Il devient rapidement une figure importante de son parti et de son groupe parlementaire et ses idées libérales sont vite perçues comme pouvant servir de contre poids face au chef conservateur du parti, Liam Cosgrave. FitzGerald est nommé porte parole du Fine Gael pour les questions financières, une des principales positions à l’intérieur du parti.

### Ministre des Affaires étrangères
En 1973 le Fine Gael arrive au pouvoir grâce à une coalition gouvernementale avec le Labour Party. Liam Cosgrave devient Taoiseach. FitzGerald est fortement pressenti pour devenir le nouveau ministre des Finances, spécialement après sa performance lors du débat organisé lors de la campagne électorale avec le ministre des Finances en place, George Colley. Toutefois ce poste revient à Richie Ryan. FitzGerald se voit proposer le portefeuille des Affaires étrangères. L’histoire se répétait ; le père de FitzGerald, Desmond, s’était vu proposer le portefeuille des Affaires étrangères dans le cabinet du père de Liam Cosgrave, William T. Cosgrave cinquante ans auparavant. Son installation à Iveagh House, lieu de résidence du ministère des Affaires étrangères, a une grande influence sur la carrière de Garret FitzGerald et l’histoire du Fine Gael. Cosgrave craignait les idées libérales de FitzGerald et pense que celui-ci a des vues sur la direction du parti. En le nommant ministre des Affaires étrangères, il pense que FitzGerald serait très souvent hors du pays et perdrait ainsi contact avec la vie du parti. C'est exactement l’inverse qui arriva.
FitzGerald est considéré de nos jours comme un des plus grands ministres des Affaires étrangères que l’Irlande ait jamais eu. Depuis son ministère le rôle du ministre des Affaires étrangères a changé significativement. L’Irlande n’était plus membre du Commonwealth et obtient en 1973 son adhésion à la Communauté Économique Européenne. FitzGerald, fermement installé comme ministre des Affaires étrangères, est alors à l’abri des reproches adressés à tous les ministres ayant à faire avec les questions économiques. Ses vues novatrices, son énergie, ses facilités à s’exprimer en français lui permettent d’acquérir un statut particulier à l’intérieur et à l’extérieur de l’Irlande. La première présidence irlandaise de la Communauté européenne en 1975 est avec lui un succès. Sa réputation, et celle de l’Irlande, qui grandit à l’étranger accentue sa popularité. Son style affable contraste avec la vision habituelle et stéréotypée d’une Irlande traditionnelle.

### Chef du Fine Gael
En 1977, la coalition nationale du Fine Gael et du Labour subit une défaite électorale qui prend des allures de désastre. Liam Cosgrave démissionne de son poste de chef du parti et FitzGerald est choisi par acclamation pour lui succéder. Dans son rôle de chef de l’opposition et du parti il entreprend de moderniser et de revitaliser le Fine Gael. Il nomme immédiatement un secrétaire-général pour mettre cela en œuvre, et copie en cela le Fianna Fáil. FitzGerald entreprend un tour d’Irlande de chaque circonscription dans le but de donner un nouvel élan à son parti démoralisé par la déroute électorale.
Sous l’impulsion de FitzGerald, le Fine Gale remonte rapidement en popularité. Dès l’élection de novembre 1982, il recolle au Fianna Fail et perd l’élection pour seulement 5 sièges. Le Fine Gael devient même, grâce à ses sièges au Sénat, le premier parti aux Oireachtas. Une grande partie de ce succès doit être attribué à FitzGerald. Il a amené avec lui une nouvelle génération de brillants jeunes hommes politiques, comme le futur Taoiseach John Bruton et les futurs dirigeants du parti Alan Dukes et Michael Noonan. Mais la nouvelle éclosion du Fine Gael doit aussi beaucoup à la réaction contre la nature controversée et l’impopularité de son rival et chef du Fianna Fail, Charles J. Haughey. Les batailles épiques entre Haughey et FitzGerald dominent et rythment la politique irlandaise des années 1980.

### Taoiseach, 1981-1982
Au moment où la campagne électorale pour l’élection générale de 1981 commence, le Fine Gael possède une organisation interne qui peut facilement défier le Fianna Fáil. Le parti remporte 65 sièges et forme une coalition minoritaire de gouvernement avec le Labour et le soutien d’un certain nombre de députés indépendants. FitzGerald est élu Taoiseach le 30 juin 1981.
FitzGerald fait preuve d’un caractère insoupçonné en nommant un gouvernement jeune et novateur. Richie Ryan, Richard Burke et Tom O'Donnell, anciens piliers du parti sont écartés.
FitzGerald doit faire face dès le début de son mandat à deux problèmes fondamentaux, l’Irlande du Nord et une situation économique détériorée. Une marche de protestation en soutien aux grévistes de la faim de l’H-Block organisée en juillet 1981 est organisée par FitzGerald qui fait preuve à la fois de modération et de fermeté.
La crise économique est elle aussi bien pire que ce que FitzGerald ne l’a imaginée. Le Fine Gael doit abandonner rapidement ses idées de coupes claires dans les taxes et un budget draconien élaboré en milieu d’année est presque immédiatement mis en place. Le budget de juillet semble exceptionnellement austère pour un gouvernement dépendant des voix des élus Indépendants. Toutefois le second budget défendu par John Bruton ne peut empêcher une très lourde défaite au gouvernement lors du vote du budget au Dáil Éireann le 27 janvier 1982.
Comprenant que sa défaite est uniquement due à cette question budgétaire, FitzGeral se précipite à Áras an Uachtaráin pour demander au Président Patrick Hillery la dissolution de l’assemblée. Quand il arrive au palais présidentiel, on l’informe que le Président a reçu une longue série de coups de téléphone de personnes importantes de l’opposition, notamment du chef du Fianna Fáil et ex-Taoiseach Charles J. Haughey, demandant au Président, ce qu’il pouvait faire constitutionnellement parlant, de refuser la dissolution du Dáil Éireann et ainsi de forcer FitzGerald à démissionner. Le Président mis en colère par tant de pression, accepte la dissolution.
À l’élection générale qui suit, le Fine Gael ne perd que deux sièges mais est écarté du pouvoir. En novembre 1982, une nouvelle élection générale, la troisième en dix-huit mois, permet à FitzGerald de devenir Taoiseach pour la deuxième fois, à la faveur d’une coalition entre le Fine Gael et le Labour.

### Taoiseach, 1982-1987

#### Rigueur budgétaire
Le second mandat de FitzGerald reste, comme le premier, dominé par une profonde récession économique. Il poursuit sa politique de « rigueur budgétaire » dans le but de réduire son importante dette nationale, mais le contrôle ferme des dépenses publiques qu'il impose est mal accepté par le Parti travailliste. Néanmoins, la relation harmonieuse qu'il entretient avec le chef de ce parti, le Tánaiste Dick Spring, permet à la coalition de se maintenir pendant plus de quatre ans (malgré des tensions entre d'autres ministres) et au gouvernement de survivre.
Les mesures proposées par le ministre des Finances, Alan Dukes, semblent souvent inacceptables pour le Parti travailliste qui subit d'importantes pressions de sa base pour maintenir les services publics. Le nécessaire équilibre à trouver entre les ambitions divergentes des deux partenaires de coalition ne permet pas de prendre les mesures nécessaires pour créer de la création économique, mais seulement d'empêcher la crise financière de s'aggraver. La faible croissance économique et l'importance du chômage rendent le gouvernement FitzGerald impopulaire auprès de l'opinion publique, tandis que le Fianna Fáil se lance dans une stratégie d'opposition ferme en critiquant chaque réforme et coupe budgétaire proposées.

#### Réformes constitutionnelles
FitzGerald entend profiter de son second mandat pour promouvoir une libéralisation de la société irlandaise pour créer ce qu'il appelle la nation pluraliste de « Tone et Davis ». Mais il se heurte à Irlande qui reste très marquée par la tradition catholique. Ainsi, un Huitième amendement à la Constitution de l'Irlande, dit « amendement pro-vie » ou « anti-avortement », qui établit le « droit à la vie des non-nés, en prenant en compte le droit égal à la vie de la mère », est accepté par référendum le 7 septembre 1983 contre l'avis de FitzGerald. De plus, sa tentative d'autoriser le divorce échoue lors d'un référendum en 1986, mais il réussit à faire passer des lois légalisant la contraception.

#### Irlande du Nord
FitzGerald tente de trouver une solution consensuelle au conflit nord-irlandais et adopte une politique étrangère moins agressive à l'égard du Royaume-Uni. Il lance en avril 1983 le New Ireland Forum, réunissant des représentants des partis politiques constitutionnels de la République (le Fine Gael, le Parti travailliste mais aussi le Fianna Fáil) ainsi que le Parti social-démocrate et travailliste (SDLP) nationaliste d'Irlande du Nord. Bien que les partis unionistes ont décliné son invitation à participer et que les conclusions du Forum proposant de nombreuses formes d'association entre l'Irlande du Nord et la République sont rejetées immédiatement par le Premier ministre britannique Margaret Thatcher, ces discussions donnent une base pour la relance de négociations sérieuses entre les gouvernements irlandais et britanniques, culminant avec la signature de l’Anglo-Irish Agreement le 15 novembre 1985. Il institue un rôle consultatif de la république d'Irlande sur la politique en Irlande du Nord ainsi qu'une coopération entre l'Irlande et le Royaume-Uni contre l'IRA provisoire. Selon les termes de l'accord, l'avenir politique de l'Irlande dans son ensemble, en particulier de l'Irlande du Nord, ne doit changer que dans le cas d'une décision d'une majorité de la population.
L'accord est accepté par l’Oireachtas et la Chambre des communes. Si le SDLP soutient l'accord, le Sinn Féin et le Fianna Fáil, pour les républicains et les nationalistes, et le Parti unioniste d'Ulster (UUP) et le Parti unioniste démocrate (DUP), pour les unionistes et les loyalistes, le refusent. Ces derniers protestent en abandonnant leurs sièges au Parlement du Royaume-Uni, mais perdent l'élection partielle dans la circonscription de Newry and Armagh au profit du SDLP. S'il n'a pas fait l'unanimité en son temps, l’Agreement est vu comme le premier pas vers le développement d'une confiance et d'une action commune entre les gouvernements, qui va donner finalement la Déclaration de Downing-Street de 1993 et le cessez-le-feu nord-irlandais.
Son gouvernement a aussi adopté en 1987 une loi d'extradition, mettant fin à la traditionnelle politique irlandaise de refus des extraditions de suspects d'actes de violence en Irlande du Nord ou en Grande-Bretagne pour des raisons politiques.

#### Conflits internes et impopularité
En 1986, FitzGerald tente de remanier son gouvernement mais certains ministres, dont notamment celui travailliste des Affaires sociales et de la Santé, refusent d'abandonner leurs portefeuilles. Le résultat final du remaniement fragilise davantage l'autorité de FitzGerald. Or, peu de temps avant, en 1985, le nouveau parti des Démocrates progressistes est lancé par des dissidents du Fianna Fáil emmenés par Desmond O'Malley. De nombreux membres ou soutiens du Fine Gael, déçus par l'incapacité du gouvernement à répondre pleinement à la crise économique et qui attendent une politique cohérente marquée à droite de FitzGerald, appellent à rompre avec les travaillistes et se rapprocher des Démocrates progressistes.
FitzGerald tente de sauver quelques-unes de ses ambitions initiales de réformer l'État, contrariées par la crise économique, et il propose, durant l'été 1986, un référendum pour changer la Constitution afin de légaliser le divorce. La proposition d'amendement provoque une controverse et beaucoup des mesures légales d'accompagnement n'ont pas été clairement présentés. Le Fianna Fáil, l'Église catholique et les intérêts fonciers inquiets au sujet des droits de propriété s'opposent activement à cette réforme. La victoire du « non » au référendum le 26 juin 1986, par 63,5 % des suffrages exprimés, est un revers de taille contre un Taoiseach déjà très fragilisé.
En janvier 1987, le Parti travailliste se retire du gouvernement et de la majorité en raison de désaccords profonds sur des propositions budgétaires. FitzGerald, désormais à la tête d'un gouvernement minoritaire du Fine Gael, prépare les coupes budgétaires drastiques que les travaillistes avaient bloqué pendant quatre ans.
Le Fine Gael subit une lourde défaite lors des élections générales du 17 février 1987, n'obtenant que 27,1 % des suffrages (perdant 12,1 points par rapport à 1982) et 51 sièges sur 166 (19 sièges en moins) contre 44,1 % et 81 TDs au Fianna Fáil qui revient au pouvoir avec un gouvernement minoritaire. Le parti de FitzGerald a notamment beaucoup souffert du succès électoral des Démocrates progressistes qui, avec 11,8 % des voix et 14 élus pris essentiellement sur le Fine Gael, deviennent la troisième force politique du pays. Le 10 mars 1987, le chef du Fianna Fáil Charles James Haughey est élu au poste de Taoiseach face à FitzGerald, étant notamment départagé par le Ceann Comhairle, le non inscrit et ancien travailliste Seán Treacy. Un autre vote a été déterminant, celui du TD indépendant d'inspiration socialiste Tony Gregory (en) qui décide de voter contre FitzGerald tout en s'abstenant sur Haughey, voyant ce dernier comme « le moindre mal ». En effet, Gregory (en) est opposé à l’Anglo-Irish Agreement et a un fort rejet personnel de FitzGerald.

## Retraite politique
FitzGerald se retire en tant que chef du Fine Gael immédiatement après l'élection de Haughey comme Taoiseach pour être remplacé par Alan Dukes.
Son autobiographie, All in a Life, est publiée en 1991 et devient rapidement un best-seller. Il se retire complètement de la politique lors des élections générales de 1992. Il perd sa femme, Joan, décédée en 1999 après une longue maladie.
À la suite de cela FitzGerald écrit un éditorial hebdomadaire, chaque samedi, dans The Irish Times, et fait de nombreuses conférences au pays et à l'étranger sur les affaires politiques. Dans un article consécutif à son décès en 2011, The Irish Times lui rend hommage en déclarant qu'« il était un Irlandais extraordinaire qui a façonné notre future de si nombreuses manières » et qu'il était le contributeur et éditorialiste ayant servi le plus longtemps pour le journal, pendant plus de 57 ans. Dans ses articles, il livre des attaques sévères contre la politique économique et financière du gouvernement Fianna Fáil de Bertie Ahern, au pouvoir à partir de 1997, lui reprochant une perte de compétitivité, l'inflation causée par les baisses d'impôts et les augmentations jugées excessives des dépenses publiques de l'ère du « tigre celtique ».
Europhile convaincu, il mène campagne lors de référendums touchant à la construction européenne : lors du second vote irlandais sur le traité de Nice du 19 octobre 2002, et également la deuxième consultation sur le traité de Lisbonne du 2 octobre 2009. Il est président du think tank fédéraliste européen basé à Dublin, l'Institut des affaires européennes et internationales.
Il est chancelier de la National University of Ireland de 1997 à 2009. Il est également membre du conseil d'administration du site Election.com en mars 2000, lorsque celui-ci organise la première élection publique au monde à se faire sur internet, à savoir la primaire démocrate américaine de l'Arizona, remportée par Al Gore. Lors de cette primaire, la participation a augmenté de plus de 500 % par rapport à son niveau de 1996. Il est vice-président de la Railway Preservation Society of Ireland de 1991 à 2011.
En 2010, FitzGerald apparaît dans le Top 40 de la liste des « Plus grands Irlandais » de l'histoire constituée par la RTÉ.
Le 5 mai 2011, il est admis au Mater Private Hospital de Dublin, et est placé sous respirateur. Il décède le 19 mai suivant, à 85 ans,,. Plusieurs personnalités nationales et internationales lui rendent hommage, notamment pour son rôle dans le processus de paix nord-irlandais : le Taoiseach en poste au moment de son décès (et lui aussi issu du Fine Gael) Enda Kenny, la présidente de la République (membre du Fianna Fáil) Mary McAleese, l'ancienne présidente et militante des droits de l'Homme Mary Robinson, l'ancien chef de gouvernement Fine Gael John Bruton, la reine Élisabeth II et le Premier ministre britannique (conservateur) David Cameron, le président des États-Unis Barack Obama, l'ancien secrétaire d'État américain Henry Kissinger ou encore le secrétaire général des Nations unies Ban Ki-moon. Des obsèques nationales sont organisées le 22 mai 2011.